# ザ・ラスト・マーセナリー
『ザ・ラスト・マーセナリー』（原題: The Last Mercenary）は、デビッド・シャロンが監督、シャロンとイスマエル・シ・サヴァンが脚本を担当したアクションコメディ映画。主演はジャン＝クロード・ヴァン・ダムで、アルバン・イヴァノフ、アサ・シラ、サミール・デカザなどが共演する。2021年7月30日にNetflixで配信された。

## あらすじ
謎めいた元諜報員が、仕事熱心な官僚の失態と悪党による秘密工作により離れて暮らす実の息子が政府によって武器と麻薬の密売の濡れ衣を着せられため、急遽フランスに戻ることになる。

## キャスト
※括弧内は日本語吹替
- リシャール・ブルメール - ジャン＝クロード・ヴァン・ダム（大塚芳忠）

特殊部隊の元指揮官で、現在は傭兵。コードネームは「ザ・ミスト」。
- アレクサンドル・ラザール - アルバン・イヴァノフ（多田野曜平）

外務省の職員。
- ダリラ - アサ・シラ（田村睦心）
- アーチボルド・アル・マームード - サミール・デカザ（田谷隼）

リシャールの息子。
- フェルナンド - ミシェル・クレマデ（石丸博也）

アーチボルドの養父。元諜報員で現在は管理人。
- ポール/Paul Lesueur - エリック・ジュドール（楠大典）

外務省の職員。
- マルグリット - ミウ＝ミウ（一龍斎春水）
- ジョワール局長 - パトリック・ティムシット（竹田雅則）
- モモ - ジモ（後藤光祐）

ダリラの兄。
- Ministre Sivardière - Valérie Kaprisky
- シミョン・ノヴァク - Nassim Lyes

タールギスタンの王子。フランスへの入国は禁止されている。
- マグナム

政府に雇われた傭兵。特殊作戦に従事する。
- ジェロボアム

政府に雇われた傭兵。

日本語吹替その他出演：野津山幸宏、近内仁子、岡本幸輔、藤井隼、丹羽正人、松川裕輝、佐藤はな、堀総士郎、八木岳、島田高虎、濱口綾乃、米田えん
日本語版制作スタッフ 演出：簑浦良平、翻訳：髙橋結花、調整：槇洋介、、録音：髙取真星、制作進行：後藤啓介、制作：ブロードメディア